# WTA Finals 2022 - Doppio
Barbora Krejčíková e Kateřina Siniaková erano le campionesse in carica, ma sono state sconfitte in finale da Veronika Kudermetova e Elise Mertens con il punteggio di 6-2, 4-6, [11-9].

## Giocatrici
1. Barbora Krejčíková /  Kateřina Siniaková (finale)
2. Gabriela Dabrowski /  Giuliana Olmos (round robin)
3. Coco Gauff /  Jessica Pegula (round robin)
4. Veronika Kudermetova /  Elise Mertens (Campionesse)

1. Ljudmyla Kičenok /  Jeļena Ostapenko (semifinale)
2. Xu Yifan /  Yang Zhaoxuan (round robin)
3. Anna Danilina /  Beatriz Haddad Maia (round robin)
4. Desirae Krawczyk /  Demi Schuurs (semifinale)

### Riserve
1. Nicole Melichar-Martinez /  Ellen Perez (non hanno giocato)

1. Caroline Garcia /  Kristina Mladenovic (non hanno giocato)

## Tabellone

### Legenda
| - Q = Qualificato - WC = Wild card - LL = Lucky loser | - ALT = Alternate - SE = Special Exempt - PR = Protected Ranking | - w/o = Walkover - r = Ritirato - d = Squalificato |

### Fase finale
|  | Semifinali | Semifinali                            | Semifinali                            | Semifinali | Semifinali |  |  | Finale | Finale                                | Finale | Finale | Finale |  |
|  |            |                                       |                                       |            |            |  |  |        |                                       |        |        |        |  |
|  | 1          | Barbora Krejčíková Kateřina Siniaková | Barbora Krejčíková Kateřina Siniaková | 7          | 6          |  |  |        |                                       |        |        |        |  |
|  | 5          | Ljudmyla Kičenok Jeļena Ostapenko     | Ljudmyla Kičenok Jeļena Ostapenko     | 65         | 2          |  |  | 1      | Barbora Krejčíková Kateřina Siniaková | 2      | 6      | [9]    |  |
|  | 4          | Veronika Kudermetova Elise Mertens    | Veronika Kudermetova Elise Mertens    | 6          | 6          |  |  | 4      | Veronika Kudermetova Elise Mertens    | 6      | 4      | [11]   |  |
|  | 8          | Desirae Krawczyk Demi Schuurs         | Desirae Krawczyk Demi Schuurs         | 1          | 1          |  |  |        |                                       |        |        |        |  |

### Gruppo Rosie Casals
|   |                                       | Krejčíková Siniaková | Gauff Pegula     | Xu Yang          | Krawczyk Schuurs | RR V-P | Set V-P    | Game V-P    | Classifica |
| 1 | Barbora Krejčíková Kateřina Siniaková |                      | 6–2, 6–1         | 6–3, 6–3         | 6–4, 6–3         | 3–0    | 6–0 (100%) | 36–16 (69%) | 1          |
| 3 | Coco Gauff Jessica Pegula             | 2–6, 1–6             |                  | 4–6, 6–4, [7–10] | 6–3, 0–6, [5–10] | 0–3    | 2–6 (25%)  | 19–33 (37%) | 4          |
| 6 | Xu Yifan Yang Zhaoxuan                | 3–6, 3–6             | 6–4, 4–6, [10–7] |                  | 6(2)-7, 3–6      | 1–2    | 2–5 (29%)  | 26–35 (43%) | 3          |
| 8 | Desirae Krawczyk Demi Schuurs         | 4–6, 3–6             | 3–6, 6–0, [10–5] | 7–6(2), 6–3      |                  | 2–1    | 4–3 (57%)  | 30–27 (53%) | 2          |

La classifica viene stilata in base ai seguenti criteri: 1) Numero di vittorie; 2) Numero di partite giocate; 3) Scontri diretti (in caso di due giocatori pari merito); 4) Percentuale di set vinti o di game vinti (in caso di tre giocatori pari merito); 5) Decisione della commissione

### Gruppo Pam Shriver
|   |                                    | Dabrowski Olmos      | Kudermetova Mertens | Kičenok Ostapenko    | Danilina Haddad Maia | RR V-P | Set V-P   | Game V-P    | Classifica |
| 2 | Gabriela Dabrowski Giuliana Olmos  |                      | 6(5)-7, 2-6         | 7–6(5), 2–6, [12–10] | 5–7, 0–6             | 1–2    | 2–5 (29%) | 23–38 (38%) | 4          |
| 4 | Veronika Kudermetova Elise Mertens | 7-6(5), 6-2          |                     | 3–6, 6–1, [10–6]     | 6–4, 6–3             | 3–0    | 6–1 (86%) | 35–22 (61%) | 1          |
| 5 | Ljudmyla Kičenok Jeļena Ostapenko  | 6(5)-7, 6–2, [10–12] | 6–3, 1–6, [6–10]    |                      | 6(7)-7, 6-4, [10-8]  | 1–2    | 4–5 (44%) | 32–31 (51%) | 2          |
| 7 | Anna Danilina Beatriz Haddad Maia  | 7–5, 6–0             | 4–6, 3–6            | 7-6(7), 4-6, [8-10]  |                      | 1–2    | 3–4 (43%) | 31–30 (51%) | 3          |

La classifica viene stilata in base ai seguenti criteri: 1) Numero di vittorie; 2) Numero di partite giocate; 3) Scontri diretti (in caso di due giocatori pari merito); 4) Percentuale di set vinti o di game vinti (in caso di tre giocatori pari merito); 5) Decisione della commissione